# André Corvington
Marie Charles André Corvington (Les Cayes, 19 novembre 1877 – Reims, 13 dicembre 1918) è stato uno schermidore haitiano, specialista del fioretto.
Partecipò ai Giochi della II Olimpiade che si svolsero a Parigi nel 1900 con la squadra parigina del Salles d'Armes du Palais et Sociétés Savantes. Prese parte alla gara di fioretto individuale, in cui fu eliminato al primo turno.